# Der Liebhaber meiner Frau
Der Liebhaber meiner Frau ist ein deutscher Fernsehfilm von Dirk Kummer aus dem Jahr 2020, der im Auftrag und für Das Erste produziert wurde. In den Hauptrollen sind Christian Kohlund, Suzanne von Borsody und Walter Sittler besetzt sowie Alice Dwyer.
Die Erstausstrahlung des Films erfolgte am 6. Januar 2020 zur Hauptsendezeit im Programm der ARD.

## Handlung
Bürgermeister Georg Fischer und seine Frau Christine sind fast vierzig Jahre verheiratet. Christine fühlt sich in den letzten Jahren kaum noch von ihrem Mann beachtet. In der Rede, die Georg anlässlich seines Ruhestandes hält und in der er sich bei zahlreichen Personen bedankt, erwähnt er seine Frau nicht einmal, obwohl sie ihm einen Tag zuvor noch einen Denkanstoß gegeben hatte. Ein Strauß mit vierzig roten Rosen, der im Haus des Ehepaares abgegeben wird, erweckt Georgs Misstrauen und lässt in ihm die Vermutung aufkommen, Christine könnte eine Affäre haben.
Auf Christines Wunsch hin begibt sich Georg unmittelbar nach seinem Ruhestand in eine Kurbehandlung, um sich das Rauchen abzugewöhnen. Dass es sich bei seinem Therapeuten Alexander Senn um Christines ehemaligen Jugendfreund handelt, ahnt Georg nicht. Die Männer freunden sich an und Alexander erzählt Georg von einer Liebe, die er gerade erst gefunden habe, und schwärmt in den höchsten Tönen von dieser Frau.
Als Alexander Georg ein Foto auf seinem Smartphone präsentiert, begreift dieser, dass Alexander von seiner Frau Christine spricht, was ihn in seiner Überzeugung bestärkt, Christine habe eine Affäre. Dass Christine zusammen mit der gemeinsamen Tochter Mara, einer Richterin, einen Plan ausgeheckt hat, um das Interesse ihres Mannes an ihr wieder zu wecken, kann er nicht ahnen. Der Plan geht aber nur zum Teil auf, denn Christine verliebt sich tatsächlich wieder in ihren ersten Freund Alexander und zieht zu ihm.
Georg kämpft daraufhin um seine Liebe und versucht, seine Ehe doch noch zu retten. Dabei helfen ihm die Tipps, die er von Alexander bekommen hatte, wie man mit viel Einfallsreichtum eine Frau umwerben und für sich gewinnen kann. Christine bemerkt nach der ersten Euphorie alsbald, dass sie mit Alexander im Alltag und im häuslichen Zusammenleben nur schwer klarkommt, zudem fehlen ihre Tochter und ihr Enkel Fabian. Um Fabian geht es auch, als das Ehepaar wieder zueinander findet. Der Kleine, der von seiner Mutter dauernd irgendwo vergessen wird, hat das im Hafen liegende Segelboot losgemacht und ist damit allein auf dem Wasser schon ein ganzes Stück vom Ufer entfernt unterwegs. Christine meint, sie werde jetzt zu ihrem Enkel schwimmen und will wissen, ob Georg mit ihr ins Wasser springe, egal was sei. Genau diese Frage hatte sie ihm vor vierzig Jahren schon einmal gestellt. Hand in Hand springen sie ins Wasser, während Mara ein Boot organisieren will, um zu Fabian zu gelangen.

## Produktion

### Dreharbeiten, Musik
Der Liebhaber meiner Frau wurde vom 11. September bis zum 11. Oktober 2018 an Schauplätzen in Hamburg und Umgebung gedreht. Es handelt sich um eine Letterbox Filmproduktion im Auftrag der ARD Degeto für Das Erste. Die Redaktion für die ARD Degeto verantwortete Carolin Haasis.
Als Soundtrack diente Udo Lindenbergs Ein Herz kann man nicht reparieren, Audrey Hepburns Moon River und Ronnie Spectors There Is An End.

### Hintergrund
Christian Kohlund meinte zu seiner Rolle, er kenne den Typus Mensch, den er hier spiele, sein Onkel, der Gemeindepräsident in der Schweiz war, sei ein solcher Mensch gewesen. Das sei extrem gefährlich auf längere Zeit, denn die Familie bleibe dabei eigentlich immer auf der Strecke. Auf die Frage, ob es eine besondere Herausforderung für ihn in der Rolle des Georg gegeben haben, meinte Kohlund, jede Rolle sei natürlich in gewisser Weise eine Herausforderung. Das Wichtigste aber sei und bleibe das Drehbuch. In diesem Fall sei es so gut, dass es eine große Freude bereitet habe. Besonders in Erinnerung behalte er, dass er sich beim Holzhacken in einer Szene so einen Hexenschuss geholt habe, dass er in den letzten Drehtagen wirklich entsetzliche Schmerzen gehabt und kaum gewusst habe, wie er den Tag habe überstehen sollen. Für ihn sei es unvorstellbar, die Schauspielerei an den Nagel zu hängen, er arbeite aber auch wahnsinnig gern.
Suzusanne von Borsody bedauerte, dass es nur selten Drehbücher gebe, „die für Menschen, sprich Frauen ab 60 aufwärts geschrieben“ seien. Uli Brée sei dies gelungen. Die Dialoge seien prima, der Witz und gleichzeitig der Tiefgang der Geschichte auch. Abschließend meinte Borsody, „ein Stück Kindheit sollte jeder Mensch in sich bewahren können“.
Walter Sittler meinte, dieser Film sei besonders, weil er real, liebevoll, schmerzhaft und schön sei, wie das wirkliche Leben und die Tür zum entspannten Glück offen halte.

## Rezeption

### Einschaltquote
Die Erstausstrahlung von Der Liebhaber meiner Frau am 6. Januar 2020 erreichte im Ersten 4,26  Millionen Zuschauer und einen Marktanteil von 13 Prozent.

### Kritik
Tilmann P. Gangloff von Tittelbach.tv meinte: „Leider lässt Regisseur Dirk Kummer die Katze viel zu früh aus dem Sack, was die Freude an der Geschichte erheblich trübt. […] Der weitere Verlauf der Handlung legt jedoch die Vermutung nahe, dass die vorzeitige Auflösung womöglich nicht im Sinn von Drehbuchautor Uli Brée war. […] Zu dieser Haltung passt auch die viel zu harmlose und tempoarme Umsetzung. […] Immerhin ist es eine Freude, den Schauspielern zuzuschauen, zumal Kohlund und Sittler sichtbar Spaß am Schlagabtausch haben, der nicht immer nur verbal abläuft. Die Musik setzt einige ironische Ausrufezeichen, aber ansonsten sind die einzigen handwerklichen Besonderheiten die wie alte Super-8-Filme gestalteten Rückblenden in die Jugendjahre des Trios.“
Das Hamburger Abendblatt schrieb: „Die Handlung ist amüsant, allerdings auch wenig überraschend. Dass der Film nicht zu bieder gerät, ist den Hauptdarstellern zu verdanken, vor allem den starken Frauenrollen. […] Es müsste mehr Filme geben, wo die Frauen ab 60 nicht nur entweder Großmutter sind oder frustriert. […] Es gebe im deutschen Film zu wenig Rollen, die mit 60 oder 70 Jahren noch einmal neu anfangen, ohne dass es skurril wirke.“
Die Kritiker der Fernsehzeitschrift TV Spielfilm zeigten mit dem Daumen zur Seite, vergaben für Humor und Spannung je einen von drei möglichen Punkten und zogen das Fazit: „Dritter Frühling ohne Überraschungen.“ Weiter führte man aus: „Drei sind einer zu viel – so heißt das Motto dieser Oldie-Buhlerei. Der Witz hält sich in Grenzen, die Dialoge sind aus der Schublade, auf der ‚alles schon mal gehört‘ steht. Und der routiniert aufspielenden Suzanne von Borsody merkt man an, dass sie hier unterfordert ist.“